# Skyworth Pancake 1Pro
O Skyworth Pancake 1Pro é um equipamento de realidade virtual independente (tudo-em-um), que opera com o sistema Android (Pico OS 5.0), lançado em 2022 no formato de um óculos tecnológico de cabeça para jogos eletrônicos (dispositivo tecnológico de imersão em ambiente virtual 3D e em 360°) e é também uma plataforma de realidade virtual (VR) desenvolvida pela Skyworth VR Assistant.

## Especificações
Os detalhes técnicos do óculos:
- Tipo: Standalone VR (all-in-one);
- Optics: Pancake lenses
- IPD Range: 60-68 mm, hardware ajustável (manual)
- Passthrough: Passthrough via greyscale tracking cameras
- Display: 2 x mini LED binocular
- Resolução: 2280x2280 por-olho
- Atualização: 90 Hz
- Visible FoV: 95° diagonal
- Rendered FoV: 104° horizontal, 104° vertical, 122.16° diagonal
- Tracking: 6 DoF Inside-out via 4 integrated cameras
- Controle: 2 x Pico 4 Controller 6 DoF, triggers, thumbstick, face buttons
- Portas: USB-C, WiFi streaming, WiFi 6 ax, Bluetooth 5.1
- Chipset: Qualcomm Snapdragon XR2
- CPU: Octa-core Kryo 280 (4 x 2.45 GHz, 4 x 1.9 GHz)
- GPU: Adreno 650
- Memória: 8 GB LPDDR5
- Armazenamento: 256 GB